# Eburia aliciae
Eburia aliciae är en skalbaggsart som beskrevs av Noguera 2002. Eburia aliciae ingår i släktet Eburia och familjen långhorningar. Inga underarter finns listade i Catalogue of Life.